# Kronprins Frederik land
Kronprins Frederik land (grønlandsk: Nuna Kunngissaq Frederik) er et landområde i Nordgrønland beliggende mellem Knud Rasmussens land mod vest og Kong Frederik VIII land mod øst. Området er opkaldt efter Kronprins Frederik efter dennes rejse med hundeslæde fra Qaanaaq (Thule) til Daneborg i år 2000. Kronprins Frederik er den eneste kongelige person, som selv har betrådt et grønlandsk landområde opkaldt efter sig.